# Episodi di Broad City (seconda stagione)
La seconda stagione della serie televisiva Broad City è stata trasmessa in prima visione negli Stati Uniti su Comedy Central dal 14 gennaio al 18 marzo 2015.
In Italia la serie viene trasmessa su Comedy Central dall'8 aprile 2024.
| n° | Titolo originale  | Titolo italiano            | Prima TV USA     | Prima TV Italia |
| -- | ----------------- | -------------------------- | ---------------- | --------------- |
| 1  | In Heat           | In calore                  | 14 gennaio 2015  | 8 aprile 2024   |
| 2  | Mochalatta Chills | Frappé al cappuccino       | 21 gennaio 2015  | 8 aprile 2024   |
| 3  | Wisdom Teeth      | Denti del giudizio         | 28 gennaio 2015  | 15 aprile 2024  |
| 4  | Knockoffs         | Imitazioni                 | 4 febbraio 2015  | 15 aprile 2024  |
| 5  | Hashtag FOMO      | Hashtag FOMO               | 11 febbraio 2015 | 22 aprile 2024  |
| 6  | The Matrix        | Matrix                     | 18 febbraio 2015 | 22 aprile 2024  |
| 7  | Citizen Ship      | La nave della cittadinanza | 25 febbraio 2015 | 29 aprile 2024  |
| 8  | Kirk Steele       | Kirk Steele                | 4 marzo 2015     | 29 aprile 2024  |
| 9  | Coat Check        | I tagliandi del guardaroba | 11 marzo 2015    | 6 maggio 2024   |
| 10 | St. Mark's        | Il compleanno              | 18 marzo 2015    | 6 maggio 2024   |